# Amyris trimera
Amyris trimera är en vinruteväxtart som beskrevs av Krug & Urb.. Amyris trimera ingår i släktet Amyris och familjen vinruteväxter. Inga underarter finns listade i Catalogue of Life.